# The Mystics
The Mystics is een Amerikaanse vocale doo-wop- en rhythm-and-bluesgroep uit Brooklyn (New York), gevormd in 1958.  Ze heetten aanvankelijk "The Overons" maar veranderden in 1958 van naam. Het was toen een vijftal bestaande uit de broers Phil en Albee Cracolici, Bob Ferrante, George Galpo en Allie Contrera.
Ze kregen een platencontract bij Laurie Records. Hun manager was niet erg tevreden met hun eerste opname "Adam and Eve" en vroeg aan Doc Pomus en Mort Shuman om een nieuw nummer te schrijven voor de groep. Die leverden "A Teenager in Love", maar het platenlabel Laurie Records gaf dat aan Dion and the Belmonts die er een grote hit mee hadden. Pomus en Shuman schreven dan de romantische ballad "Hushabye" voor The Mystics. Die single uit 1959 werd ook een nationale hit, mede dankzij het gegeven dat Alan Freed het nummer gebruikte aan het eind van zijn wekelijkse televisieshow. "Hushabye" klom tot nummer 20 op de nationale hitparade in de States. De opvolger "Don't Take the Stars" werd ook een hit voor The Mystics.
Begin 1960 verliet leadzanger Phil Cracolici de groep. Hij werd vervangen door onder meer een jonge Paul Simon die toen deel uitmaakte van het duo "Tom en Jerry" (met Art Garfunkel als Tom) en Jay Traynor, die later leadzanger bij Jay and the Americans werd.
Het contract met Laurie eindigde in 1961. Sedert het begin van de jaren 1970 is de groep in wisselende bezetting weer actief met optredens en opnames.